# Terry Wolverton

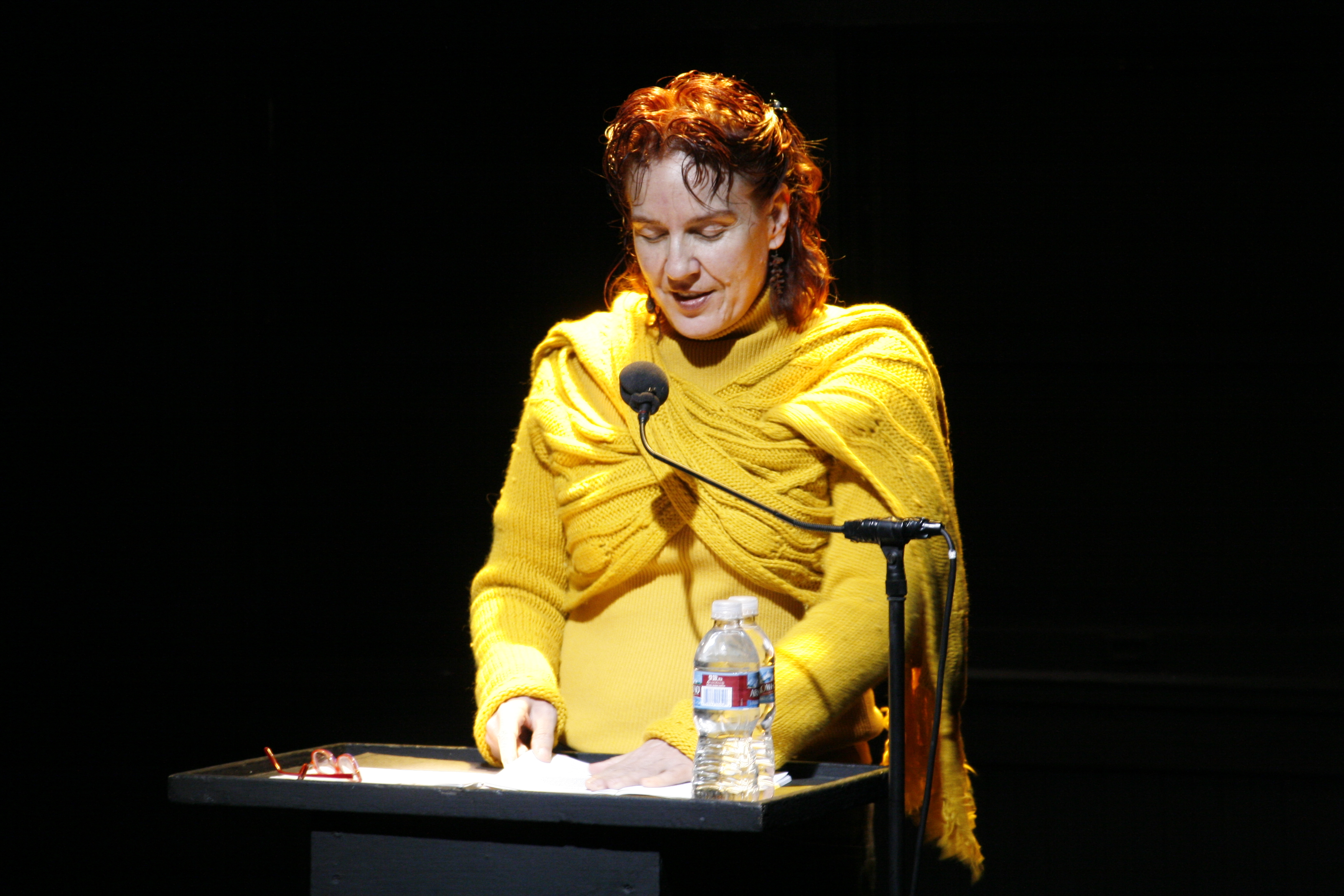
Terry Wolverton

Terry Wolverton (* 23. August 1954 in Cocoa Beach, Florida) ist eine US-amerikanische feministische Schriftstellerin.

## Leben

### Kindheit, Jugend und Studienzeit
Wolverton wurde in Cocoa Beach, Florida geboren und wuchs in Detroit, Michigan, auf. Durch ihre Großmutter Elsba Mae Miller, eine ehemalige Englischlehrerin, kam sie früh in Berührung mit der Literatur, da diese ihr oftmals Gedichte vorlas und rezitierte. Schon als Kind interessierte Wolverton sich somit für die Kunst, insbesondere für die Schriftstellerei, die Musik und das Theater.
Wolverton besuchte das Bachelor-Theaterprogramm der Universität von Detroit, das sie allerdings verließ, da sie von der fehlenden Unterstützung für weibliche Studenten enttäuscht war. Die politische Entwicklung von 1972, insbesondere die Wiederwahl von Richard Nixon und das Scheitern eines Rechtsvorschlags für Abtreibung in Michigan, veranlassten sie, nach Kanada zu ziehen, wo sie ab 1973 die Universität von Toronto besuchte. Dort begann sie, ihre Interessen für feministische Theorie und die Schauspielerei miteinander zu verbinden, indem sie sich an feministischen Theaterstücken beteiligte. Sie brach das Studium in Toronto allerdings ab und zog zurück nach Detroit, wo sie zunächst als Kellnerin arbeitete. Im Sommer 1975 besuchte sie das Sagaris Collective in Plainsfield, ein Institut für feministische politische Theorie am Goddard College in Plainsfield, Vermont, und anschließend das Thomas Jefferson College in Michigan, eine experimentelle Schule an der Grand Valley State University, die sich einem interdisziplinären geisteswissenschaftlichem Programm widmete.

### Engagement am Woman’s Building
1976 zog Wolverton nach Los Angeles und trat dem Feminist Studio Workshop am Woman’s Building (Los Angeles) bei. Dort produzierte sie unter anderem Performancekunst und literarische Werke und war maßgeblich am Lesbian Art Project, dem Incest Awareness Project, der Great American Lesbian Art Show (GALAS) und einer antirassistischen Consciousness-Raising-Gruppe beteiligt. Sie war zeitweise geschäftsführende Direktorin des Woman’s Building und verbrachte insgesamt 13 Jahre bei der Organisation.

### Arbeit als Schriftstellerin
Seit 1977 ist Wolverton Lehrerin für kreatives Schreiben und Performancekunst. 1986 entwickelte sie das Visions and Revisions Writing Program am Connexxus Women’s Center/Centro de Mujeres in West Hollywood, Kalifornien und führte 1988 das Perspectives Writing Program am Los Angeles Gay and Lesbian Center ein, wo sie bis 1997 Unterricht gab. Einer ihrer Kurse wurde unter anderem von Gil Cuadros besucht, einem mexikanisch-amerikanischen Schriftsteller, der 1987 mit AIDS diagnostiziert wurde; er belegte einen Schreibkurs von Wolverton, der für HIV-Erkrankte ausgerichtet war.
1997 gründete Wolverton Writers at Work, ein kreatives Schreibzentrum, in dem sie Kurse für literarische Gattungen und Methodiken wie Fiktion und Poesie sowie kreatives Schreiben anbietet.

## Werke
- Blue Hunger. Finishing Line Press, 2018.
- Ruin Porn. Finishing Line Press, 2017, ISBN 978-1-63534-362-5.
- Wounded World: Lyric Essays About Our Spiritual Disquiet. City Lights Publishers, 2013, ISBN 978-1-4810-2790-8.
- Breath and Other Stories. Silverton Books, 2011, ISBN 978-0-9629528-6-9.
- Stealing Angel. Spinsters Ink, 2011, ISBN 978-1-935226-45-1.
- The Labrys Reunion. Spinsters Ink, 2009, ISBN 978-1-935226-02-4.
- Shadow and Praise. Main Street Rag, 2007, ISBN 978-1-59948-057-2.
- Mischief, Caprice, and Other Poetic Strategies. Red Hen Press, 2004, ISBN 1-888996-17-X.
- Embers, a Novel in Poems. Red Hen Press, 2003, ISBN 1-888996-72-2.
- Insurgent Muse, Art and Life at the Woman’s Building. City Lights Publishers, 2002, ISBN 0-87286-403-0.
- Mytery Blue. Red Hen Press, 1999, ISBN 1-888996-14-5.
- Bailey's Beads. Faber and Faber, 1996, ISBN 0-571-19891-0.
- Black Slip. Clothespin Fever Press, 1992, ISBN 1-878533-05-3.
- Blood Whispers: LA Writers on AIDS. Silverton Books, 1991, ISBN 0-9629528-1-8.

### Mitherausgeberin mit Robert Drake
- Circa 2000: Lesbian Fiction at the Millennium. Alyson Books, 2000, ISBN 1-55583-518-X.
- Circa 2000: Gay Fiction at the Millennium. Alyson Books, 2000, ISBN 1-55583-517-1.
- Hers 3 and His 3. Faber & Faber, 1999, ISBN 0-571-19963-1.
- Hers 2 and His 2. Faber & Faber, 1997, ISBN 0-571-19909-7.
- His: Brilliant New Fiction by Gay Writers. Faber & Faber, 1995, ISBN 0-571-19866-X.
- Hers: Brilliant New Ficition by Lesbian Writers. Faber & Faber, 1995, ISBN 0-571-19867-8.
- Indivisible: New Short Fiction by West Coast Gay and Lesbian Writers. Plume Books, 1991, ISBN 0-452-26676-9.

## Auszeichnungen
Der Roman Insurgent Muse: Life and Art at the Woman’s Building (2002) wurde von der Los Angeles Times als eines der „Best Books of 2002“ ausgezeichnet sowie 2003 mit dem Judy Grahn Award.